# Napasztrild
A napasztrild (Neochmia phaeton) a madarak osztályának a verébalakúak (Passeriformes) rendjébe, ezen belül a díszpintyfélék (Estrildidae) családjába tartozó faj.

## Rendszerezése
A fajt Jacques Bernard Hombron és Honoré Jacquinot írták le 1841-ben, még a pintyfélék (Fringillidae) családjába  tartozó Fringilla nembe Fringilla phaeton néven.

## Alfajai
- Neochmia phaeton evangelinae Albertis & Salvadori, 1879
- Neochmia phaeton phaeton (Hombron & Jacquinot, 1841)[2]

## Előfordulása
Ausztrália északi részén honos, egyes források szerint Pápua Új-Guinea területén is él. A természetes élőhelye szubtrópusi és trópusi cserjések és szavannák, valamint folyók, patakok és mocsarak környéke. Állandó, nem vonuló faj.

## Megjelenése
Testhossza 13 centiméter, testtömege 10 gramm. Háta és farka bíborpiros, de feje teteje, nyaka hátsó része és farcsíkja szürkésbarna. A szeme körül nagy, élénk bíborpiros folt van, mely a pofára is kiterjed; hasaalja is ilyen színű, de az oldalán néhány fehér kis pont van. Evezőtollai barnák, lába hússzínű, szeme sötétbarna; csőre élénk korallpiros, töve körül keskeny fehéresszürke szegéllyel.
|  |

## Életmódja
Fűmagvakkal táplálkozik.

## Szaporodása
Fészekalja 4-6 tojásból áll, melyen 11-12 napig kotlik, a fiókák további 3 hét múlva repülnek ki a fészekből.